# Leguánalakúak

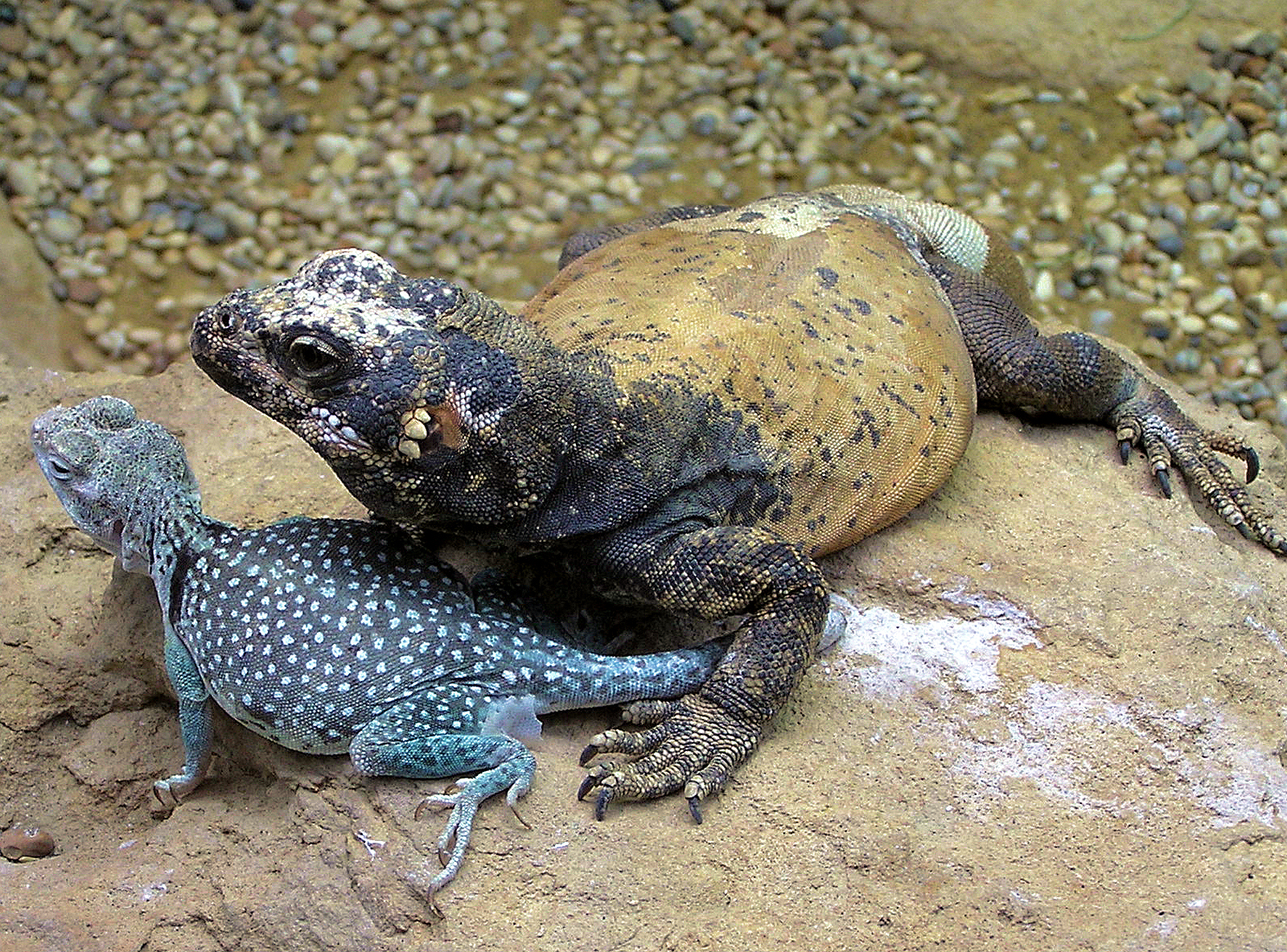
Különböző családokba tartozó leguánok békés egymás mellett élése a Bristoli Állatkertben (egy galléros díszleguán (Crotaphytus collaris) és egy kövér kukvala (Sauromalus obesus)

A leguánalakúak (Iguania) a hüllők (Reptilia vagy Sauropsida) osztályába, a pikkelyes hüllők (Squamata) rendjébe tartozó alrend.

## Rendszerezés
Az alrendágba az alábbi 10 család tartozik:
- Tropiduridae
- Agámafélék (Agamidae)
- Kaméleonfélék (Chamaeleonidae)
- Corytophanidae
- Crotaphytidae
- Hoplocercidae
- Polychrotidae
- Opluridae
- Leguánfélék (Iguanidae)
- Békagyíkfélék (Phrynosomatidae)

### Filogenetikus családfa
```
| 
Leguánalakúak
 
(Iguania)

|
|                  /- 
Tropidurinae

|-- 
Tropiduridae
 --|- 
Leiocephalinae

|                  \- 
Liolaeminae

|
|                  /- 
Agámafélék
 
(Agamidae)

|-- Acrodonta -----|- 
Leiolepidinae

|                  \- 
Kaméleonfélék
 
(Chamaeleonidae)

|
|-------------------- 
Corytophanidae

|-------------------- 
Crotaphytidae
 
|-------------------- 
Hoplocercidae
 
|-------------------- 
Polychrotidae

|-------------------- 
Opluridae

|-------------------- 
Leguánfélék
 
(Iguanidae)
 vagy 
(Iguaninae)

|-------------------- 
Békagyíkfélék
  
(Phrynosomatidae)
```